# Zoran Milanović
Zoran Milanović (Zagreb, 30 de outubro de 1966) é um político croata, atual presidente da Croácia desde 2020. Anteriormente, foi primeiro-ministro da Croácia de 2011 até 2016. Ele também foi o líder do Partido Social-Democrata da Croácia (SPH), o maior partido político de centro-esquerda na Croácia de 2007 até 2016.
Depois de se formar na Escola de Direito de Zagreb, Milanović começou a trabalhar no Ministério das Relações Exteriores. Ele serviu como conselheiro na Missão croata à União Europeia e da OTAN em Bruxelas, de 1996 a 1999. Nesse mesmo ano, ingressou no Partido Social Democrata. Em 1998, obteve o grau de Mestre em direito da União Europeia na Universidade Flamenga em Bruxelas e foi assistente de ministro das Relações Exteriores da Croácia para assuntos políticos multilaterais em 2003.
Ele foi o coordenador dos social-democratas no 4.º distrito eleitoral em 2006 e foi eleito líder do partido em junho de 2007, após a morte do líder de longa data e ex-primeiro-ministro Ivica Račan, rodando em uma plataforma reformista. Depois de endossar Ljubo Jurčić como candidato oficial do partido do primeiro-ministro, Milanović estabeleceu seu objetivo de fazer do SPH o maior partido político no Parlamento. Nas eleições gerais de 2007, os social-democratas ficaram em segundo lugar e não foram capazes de formar uma maioria governista. Apesar de perder a eleição, ele foi reeleito líder do partido em 2008 e serviu como líder da oposição até o próximo ciclo eleitoral. Em 2011, Milanović iniciou a formação da coalizão Kukuriku, unindo quatro principais partidos políticos de centro-esquerda no país. A coligação venceu a eleição parlamentar de 2011, com uma grande votação, com SPH tornando-se o partido mais forte no Parlamento. Milanović tornou-se primeiro-ministro em dezembro de 2011, depois de o Parlamento aprovar o seu gabinete por uma larga maioria.
A principal agenda de sua gestão foi a revitalização da economia, com mais foco na reforma da administração do governo e da burocracia, reduzindo a dívida pública e reformando o código tributário. Outras iniciativas importantes incluem terminar o processo de ratificação e fiscalizar a entrada da Croácia à UE e a liberalização da lei de inseminação artificial do país. Um liberal auto-descrito, Milanović é um forte defensor da igualdade de gênero e igualdade de direitos dos LGBT.